# Courcelette
Courcelette (picardisch: Corchlette) ist eine nordfranzösische Gemeinde mit 151 Einwohnern (Stand 1. Januar 2022) im Département Somme in der Region Hauts-de-France. Die Gemeinde gehört zum Kanton Albert und ist Teil der Communauté de communes du Pays du Coquelicot.

## Geographie
Die Gemeinde, die an der Grenze der Picardie und des Artois liegt und deren Gebiet im Südwesten von der Départementsstraße 929 (frühere Route nationale 29) von Amiens über Albert nach Bapaume begrenzt wird, liegt rund neun Kilometer nordwestlich von Albert.

## Geschichte
Die Gemeinde stand im Mittelalter unter der Herrschaft der Herren von Courcelette. Im Ersten Weltkrieg war sie einer der Schauplätze der Schlacht an der Somme vom September bis November 1916.

## Einwohner
| 1962 | 1968 | 1975 | 1982 | 1990 | 1999 | 2006 | 2010 |
| ---- | ---- | ---- | ---- | ---- | ---- | ---- | ---- |
| 202  | 180  | 176  | 150  | 142  | 133  | 138  | 147  |

## Verwaltung
Bürgermeister (maire) ist seit 2001 Xavier Vandendriessche.

## Sehenswürdigkeiten
- Kirche Saint-Ultan
- Kanadisches Denkmal an der D929

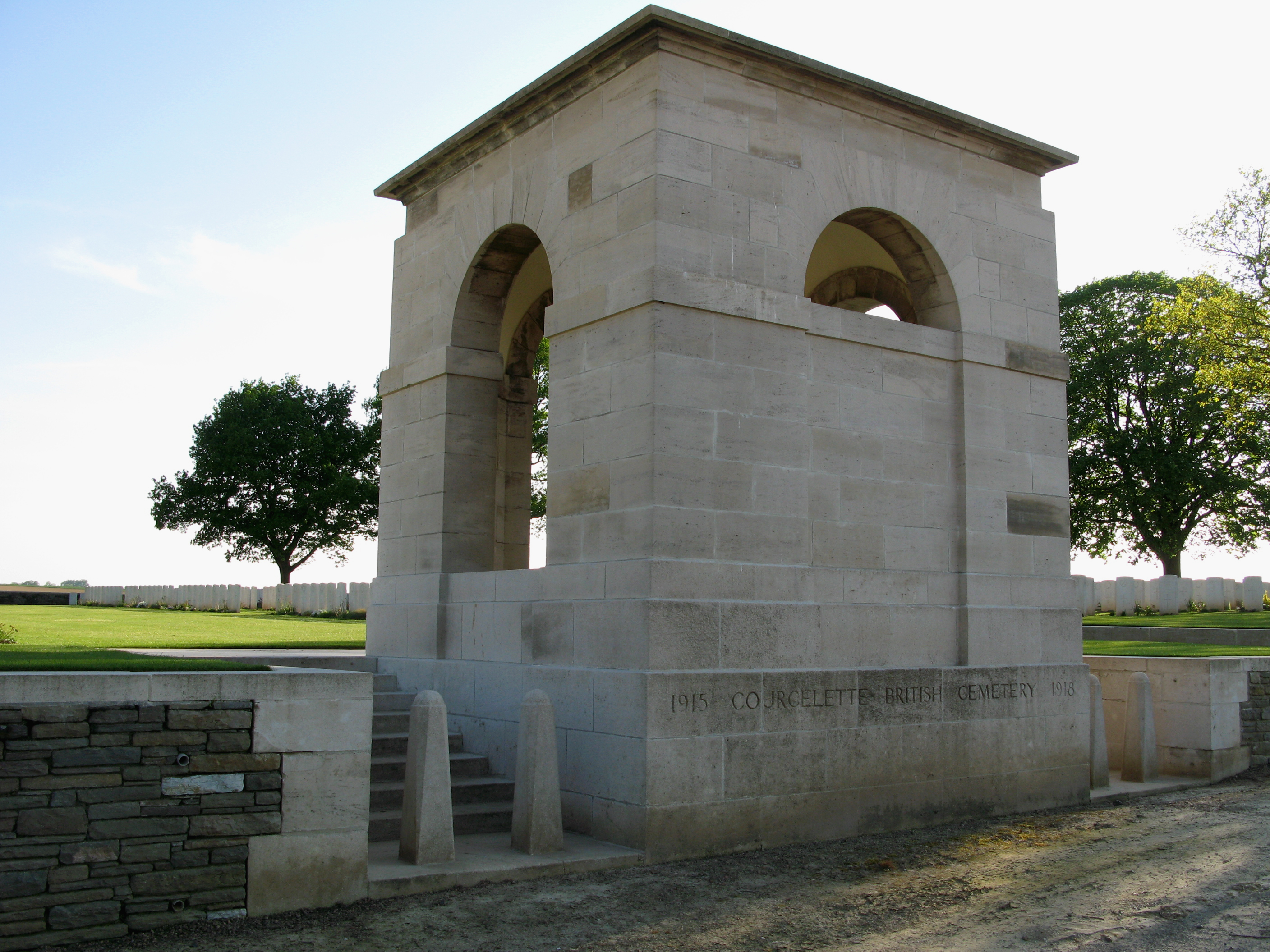
Eingang zum Soldatenfriedhof

- Britische Soldatenfriedhof am Weg nach Thiepval